# Aranga
Aranga es un municipio español de la provincia  de La Coruña (Galicia). Según datos del INE de 2022 cuenta con 1837 habitantes. Forma parte de la comarca de Betanzos. La superficie municipal es de 119,65 km² y por lo tanto su densidad de población es de 15,35 hab/km².

## Situación
Integrado en la comarca de Betanzos, se sitúa a 46 kilómetros de la capital provincial. El término municipal está atravesado por la autovía del Noroeste  A-6  entre los pK 541 y 554, además de por la antigua carretera  N-VI  y por las carreteras provinciales  AC-230 , que se dirige hacia Curtis, y por la  AC-151 , que se dirige hacia Irijoa. 
El relieve del municipio está caracterizado por el valle del río Mandeo, las montañas que hacen de límite con la provincia de Lugo (Serra da Loba, Cordal de Montouto) al este, el Monte da Carballoa (500 metros) al sur y el Monte do Gato (543 metros) al oeste. La altitud oscila entre los 734 metros al este (pico Buño) y los 220 metros a orillas del río Mandeo. La capital del municipio, Ponte Aranga, se alza a 264 metros sobre el nivel del mar. 
| Noroeste: Irijoa      | Norte: Irijoa y Monfero | Noreste: Guitiriz (Lugo) |
| Oeste: Coirós         |                         | Este: Guitiriz (Lugo)    |
| Suroeste: Oza-Cesuras | Sur: Curtis             | Sureste: Guitiriz (Lugo) |

## Geografía humana

### Demografía
Cuenta con una población de 1799 habitantes (INE 2024).
| Gráfica de evolución demográfica de Aranga entre 1842 y 2021                                                          |
| |
| Población de derecho según los censos de población del INE. Población de hecho según los censos de población del INE. |

| 1900  | 1910  | 1920  | 1930  | 1940  | 1950  | 1960  | 1970  | 1981  | 1991  | 2001  | 2004  | 2005  | 2018  |
| ----- | ----- | ----- | ----- | ----- | ----- | ----- | ----- | ----- | ----- | ----- | ----- | ----- | ----- |
| 4.710 | 4.512 | 4.673 | 4.980 | 5.005 | 4.618 | 4.072 | 3.187 | 2.685 | 2.490 | 2.314 | 2.274 | 2.264 | 1.894 |

## Organización territorial
El municipio está formado por ciento cuarenta entidades de población distribuidas en seis parroquias:
- Aranga (San Pelayo)[3]
- Cambás (San Pedro)
- Feás (San Pedro)
- Fervenzas (San Vicente)
- Muniferral (San Cristóbal)[3]
- Villarraso[4](San Lorenzo)[3]

## Patrimonio histórico
Junto a la ermita de San Vitorio hay varios campos de túmulos dolménicos y un castro, que conforman un conjunto de patrimonio histórico. En A Costa do Sal hay varios petroglifos, mámoas y otros restos. En Fervenzas existen tres castros, en Valló, en Casarellos y el más importante en As Cotorras, más extenso que el de Elviña en La Coruña. Se aprecia bien toda su estructura, murallas, antecastro, etc. A lo largo de toda la parroquia se encontraron todo tipo de restos arqueológicos, desde paqueños utensilios, hachas, puntas de flechas, hasta restos de enterramientos, especialmente en los alrededores de Mato. En Muniferral hay un castro, en el que se aprecia bien toda su estructura. En el lugar de Flores fue encontrado un torqués castreño de oro, a mediados del siglo pasado, en el lugar en donde se supone que existe un castro, en la parroquia de Feás, junto a la capilla de San Roque. Este se encuentra en el museo nacional de Arqueología, en Madrid, aunque previamente estuvo expuesto en el museo arqueológico del castillo de San Antón, en la ciudad de La Coruña.

### Arte religioso
Entre los monumentos religiosos presentes en el municipio destacan:
- Iglesia de Muniferral, románica del siglo XII.
- Iglesia de San Pelayo, barroca del siglo XVII, en la capilla del Cristo se conserva la Santa Cruz de latón del siglo X.
- Iglesia de San Pedro de Feás.
- Capilla de San Roque, Feás (en ruinas).

Otros monumentos:
- Cruceiro de San Vicente de Fervenzas, datado de entre finales del siglo XV y principios del siglo XVI.
- Capilla de San Salvador de Fervenzas, aparece citada en el Catastro del Marqués de la Ensenada, siglo XVII.
- Cruceiro de San Pedro de Feás.
- Cruceiro de la capilla de Flores, Feás.

### Arte Civil
Los monumentos civiles más destacados del municipio son:
- Puente sobre el río Mandeo en Puente-Aranga, del siglo XVII.
- Puente viejo también sobre el río Mandeo en Castellana. Es una construcción del siglo XVI, que posteriormente fue reformada. Por este puente pasaba el viejo camino real de La Coruña a Lugo.

## Galería de imágenes

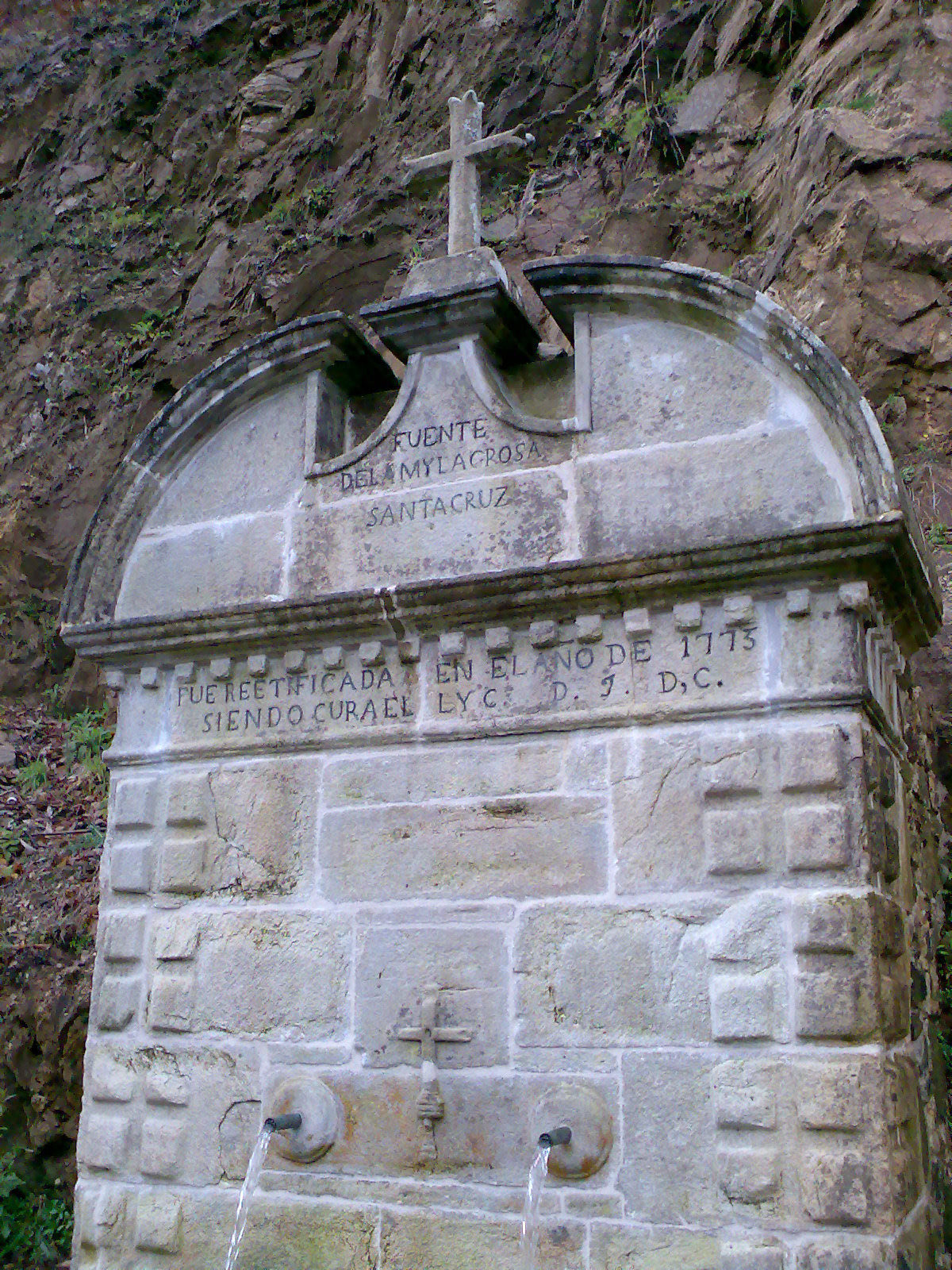
Fuente de Santa Cruz
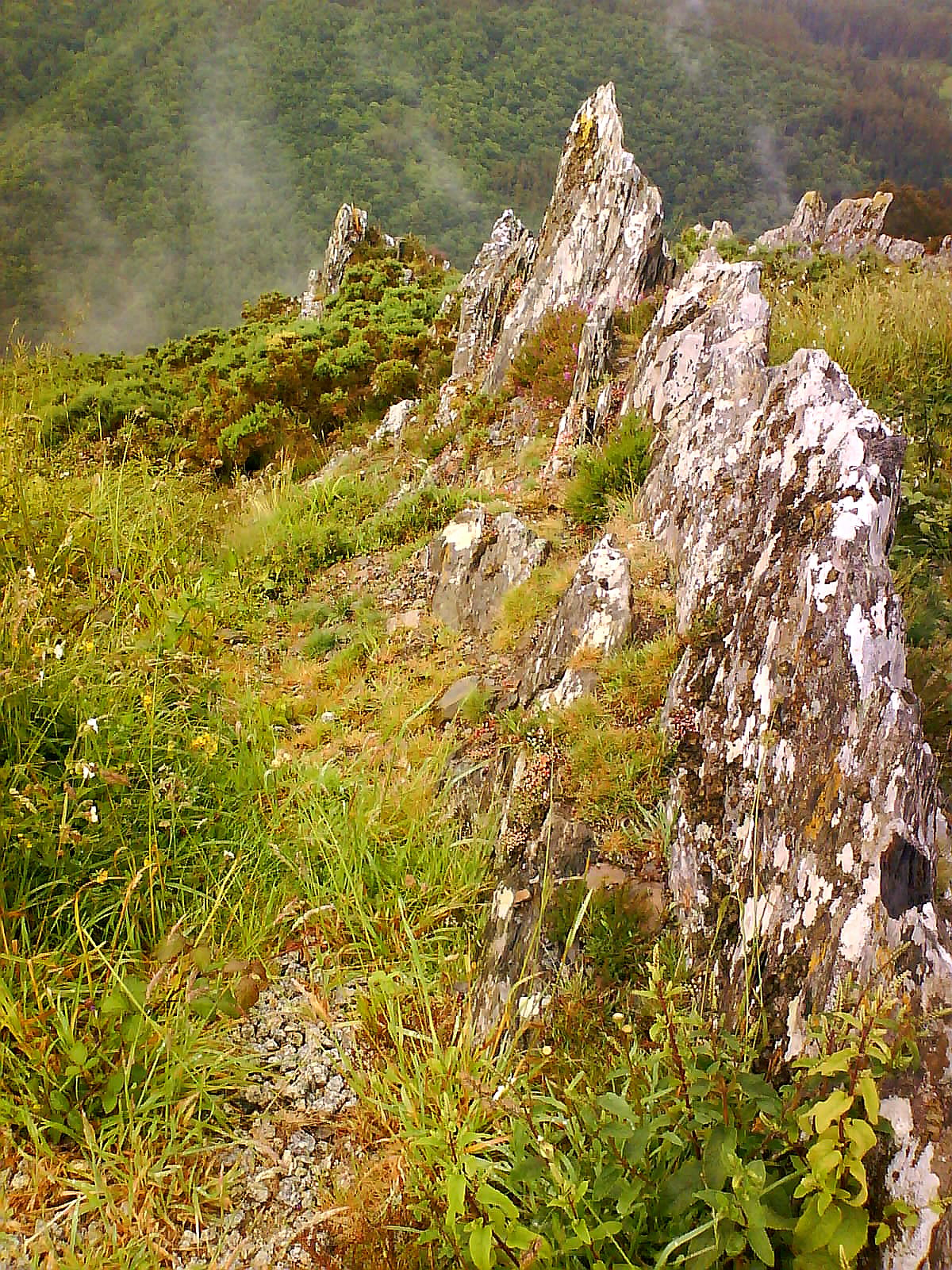
Pico